# Простий і солодкий
Простий і солодкий (англ. Simple and Sweet) — американська короткометражна кінокомедія режисера Чарльза Райснера 1921 року.

## У ролях
- Чарльз Райснер